# Македонско знаме (1932 – 1934)
 Тази статия е за предвоенния вестник.  За следвоенния вижте Македонско знаме (1945 – 1947).  
„Македонско знаме“ с подзаглавие Орган на македонската прогресивна емиграция в България е български вестник, излизал в София от 1932 до 1934 година.
| Годишнина | Броеве  | Дата                          |
| --------- | ------- | ----------------------------- |
| I         | 1 – 13  | 14 юни 1932 – 15 март 1933    |
| II        | 15 – 28 | 5 октомври 1933 – 10 юни 1934 |
| III       | 29 – 31 | 17 юни 1934 – 1 юли 1934      |

Няма сведения за 14 брой. От 15 брой е седмичник, от 17 – двуседмичник, а от 30 – отново седмичник.
Вестникът е издаван седмично и отразява идеите на прокомунистическата Вътрешна македонска революционна организация (обединена). Отговорен редактор е Александър Мартулков. От 15 брой отговорен редактор е Драг. Костов, от 17 редактор е Атанас Стоянов, а от 30 - Петър Иванов. Редактор е и П. Ив. Шарлангаджиев. От броеве 1 - 5 са конфискувани 400 - 500 екземпляра. Във вестника пишат Васил Ивановски („Защо ние македонците сме отделна нация“), Васил Хаджикимов, Михаил Сматракалев, Коста Веселинов, Симеон Кавракиров и други. Печата се в печатница инж. Г. Добринов, както и в печатниците „Братя Миладинови“ (от 2), „В. Иванов“ (от 4 и 12), „Графика“ (от 5), „Типограф“ (от 7 и 13), „Просвещение“ (10), „Нова литература“ (17), „Виктория“ (18) и „Независимост“ (от 19 брой). Вестникът е спрян след Деветнадесетомайския преврат в 1934 година.
След Деветосептемврийския преврат от 1944 година вестникът е възстановен и защитава идеите за съществуването на македонска нация.